# Гросвильферсдорф
Гросвильферсдорф (нем. Großwilfersdorf) — коммуна в Австрии, в федеральной земле Штирия. 
Входит в состав округа Фюрстенфельд.  Население составляет 1443 человека (на 31 декабря 2005 года). Занимает площадь 20,91 км².

## Политическая ситуация
Бургомистр коммуны — Йохан Уршлер (АНП) по результатам выборов 2005 года.
Совет представителей коммуны (нем. Gemeinderat) состоит из 15 мест.
- АНП занимает 12 мест.
- СДПА занимает 2 места.
- АПС занимает 1 место.